# Salado de San Pedro
Salado de San Pedro este o arie protejată (arie specială de conservare — SAC, sit de importanță comunitară — SCI) din Spania întinsă pe o suprafață de 115,84 ha, integral pe uscat.

## Localizare
Centrul sitului Salado de San Pedro este situat la coordonatele 36°33′35″N 6°02′16″W / 36.5598°N 6.0379°V.

## Înființare
Situl Salado de San Pedro a fost declarat sit de importanță comunitară în decembrie 2000 pentru a proteja 5 specii de animale. Situl a fost protejat și ca arie specială de conservare în martie 2015.

## Biodiversitate
Situată în ecoregiunile marină Atlantică și mediteraneană, aria protejată conține 8 habitate naturale: Tufărișuri halofile mediteraneene și termo-atlantice (Sarcocornetea fruticosi), Păduri de Olea și Ceratonia, Dehesas cu Quercus spp. perene, Tufărișuri termo-mediteraneene și de pre-deșert, Pseudostepă cu ierburi și specii anuale de Thero-Brachypodietea, Terase mlăștinoase și terase nisipoase neacoperite de apă la reflux, Galerii și tufărișuri riverane sudice (Nerio-Tamaricetea și Securinegion tinctoriae), Salicornia și alte specii anuale care populează regiunile mlăștinoase și nisipoase.
La baza desemnării sitului se află mai multe specii protejate:
- păsări (1): egretă mică (Egretta garzetta)
- mamifere (1): vidră de râu (Lutra lutra)
- nevertebrate (2): Apteromantis aptera, croitorul mare al stejarului (Cerambyx cerdo)
- pești (1): Aphanius baeticus

Pe lângă speciile protejate, pe teritoriul sitului au mai fost identificate 1 specie de amfibieni.